# Pulver mumiae

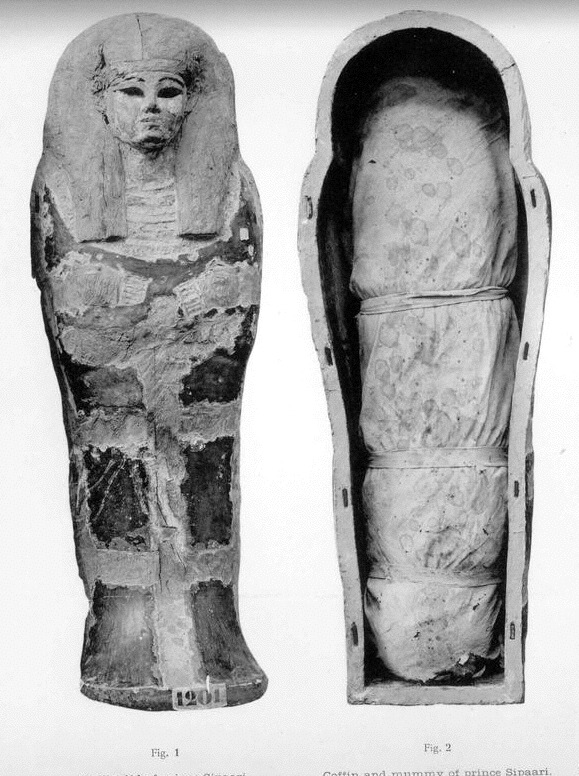
Mumia w sarkofagu

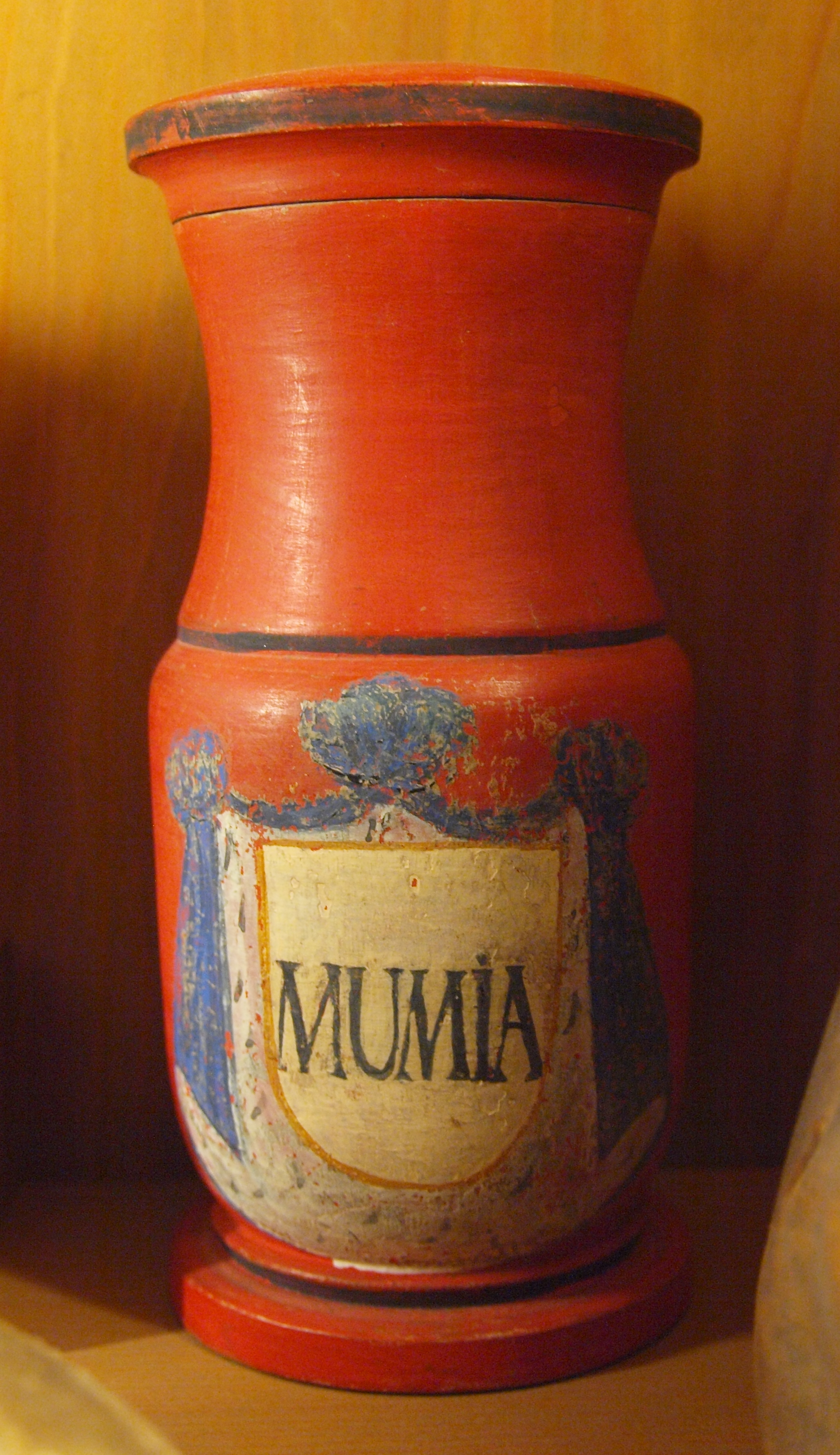
Naczynie apteczne z XVIII wieku z napisem Mumia

Pulver mumiae (z łac. "proszek z mumii") – pochodzące z czasów Starożytnego Egiptu lekarstwo, stosowane uniwersalnie, tj. w przypadku rozmaitych schorzeń. Powstawało ono z rozdrobnionych na proszek mumifikowanych ciał ludzkich. Pulver mumiae sprzedawano i stosowano jedynie poza Egiptem, gdyż w kraju tym mumie należały do sfery sacrum, były nietykalne i w zamyśle społeczeństwa miały przetrwać wiecznie. Lekarstwo to pojawiało się w europejskich aptekach jeszcze w XIX wieku.